# Lahti L-35
A Lahti L-35 é uma pistola semiautomática projetada por Aimo Lahti e produzida entre 1935 e 1952. Projetada para ser fabricada de forma autônoma na Finlândia, a pistola foi usada pelo país durante a Guerra de Inverno e a Guerra da Continuação. Considerada de alta qualidade, a Lahti era bem fabricada e funcionava de forma confiável em condições de frio ou em condições de sujeira. O uso de um acelerador de ferrolho, um recurso incomum em uma pistola, ajudou a tornar a Lahti confiável.
Uma cópia sueca da L-35 Lahti, a Husqvarna m/40, serviu extensivamente às forças armadas suecas até a década de 1980. As m/40 tinham projeto e mecanismos de disparo semelhantes aos da L-35 finlandesa, mas apresentavam menor confiabilidade devido ao aço de qualidade inferior utilizado na fabricação.

## História
Após a independência da Finlândia da Rússia em 1917 e a derrota da Guarda Vermelha durante a Guerra Civil Finlandesa, a Finlândia iniciou o processo de substituição de seu obsoleto armamento russo. Os esforços para modernizar o arsenal finlandês incluíram a substituição dos revólveres russos Nagant M1895 pelas pistolas Ruby espanholas compradas da França em 1919 e, posteriormente, pelas alemãs Luger P08 compradas da Deutsche Waffen und Munitionsfabriken (DWM) em 1923. A Finlândia decidiu produzir seu próprio armamento de forma autônoma com a inauguração do arsenal pela Guarda Voluntária Finlandesa, a Suojeluskuntain ase-ja Konepaja Oy (SAKO) em 1921, e pelo Governo da Finlândia, a inauguração da Valtion Kivääritehdas (VKT) em Jyväskylä em 1929. O Exército da Finlândia logo solicitou uma pistola produzida internamente que pudesse suportar os rigorosos invernos da Finlândia. O projeto começou em 1929 sob a supervisão de Aimo Lahti e uma patente foi concedida para a pistola M1935 Lahti em 1935. A Lahti foi originalmente projetada para disparar munição 7,65×21mm Parabellum e 9×19mm Parabellum estocadas, mas acabou sendo restrita a apenas 9mm. A pistola Lahti foi formalmente adotada em 1935 pelas forças armadas finlandesas como Pistooli L-35. A produção foi lenta para uso generalizado, com apenas 500 pistolas concluídas antes da produção ser interrompida pelo início da Guerra de Inverno. A produção continuou em 1941 com cerca de 4.500 pistolas fabricadas antes da produção ser interrompida novamente pela Guerra da Continuação. A produção final das pistolas Lahti finlandesas foi retomada em 1946 com cerca de 9.000 concluídas antes de 1951.

## Projeto
A M1935 Lahti é considerada bem fabricada e acabada. Embora a Lahti seja externamente semelhante à P08 Luger (e compartilhe a rosca do cano com a mesma), o mecanismo de disparo é significativamente diferente e mais próximo daqule da pistola Bergmann-Bayard. A Lahti é uma arma de fogo de ação simples, com trancamento da culatra, operada por recuo e equipada com um cão oculto. A pistola em si é bem vedada contra sujeira e gelo, mas é pesada para os padrões modernos. A trava de segurança manual era fornecida por uma alavanca no lado esquerdo da pistola.

### Acelerador do ferrolho
A adição de um acelerador de ferrolho à pistola Lahti visava garantir o desempenho da pistola nas condições árticas na Finlândia. Aceleradores de ferrolho são mais comumente encontrados em metralhadoras para aumentar a cadência de tiro. O acelerador de ferrolho na Lahti funciona por meio de uma manivela que atinge o ferrolho da pistola conforme ela destranca após o disparo. Isso impulsiona o ferrolho mecanicamente, em vez de depender apenas do impulso do disparo para mover o ferrolho para trás. O valor da adição do acelerador de ferrolho foi questionado com um lote de armas fabricado sem um acelerador sendo produzido. Acredita-se que o recolhimento imediato das pistolas sem aceleradores de ferrolho indique que o acelerador não é essencial, mas é útil na operação da arma.

## Lahti Husqvarna m/40

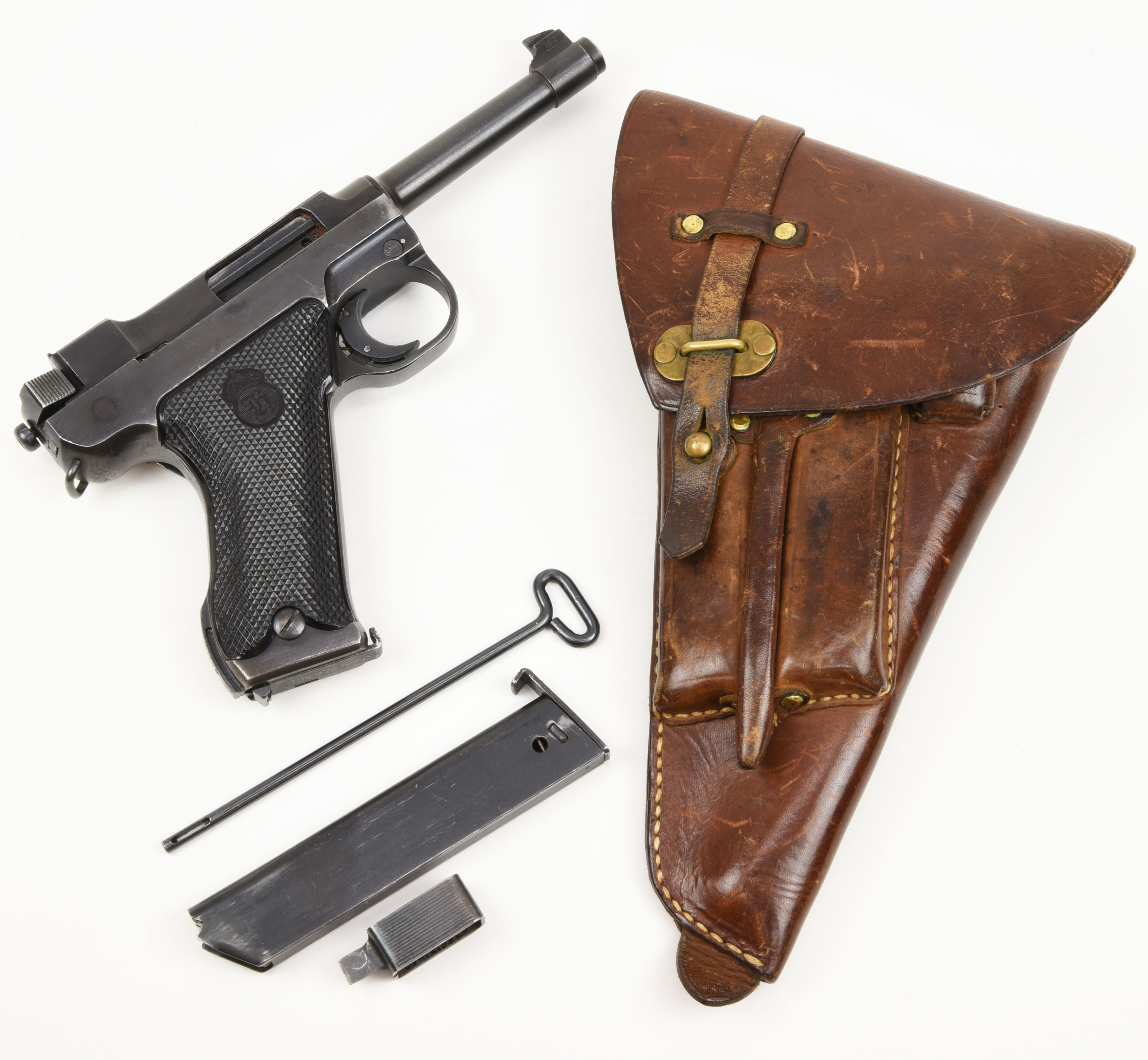
Husqvarna Modelo 40, uma cópia sueca da Lahti, com coldre e carregador reserva.

A Husqvarna Modelo 40 ou m/40 foi fabricada entre 1940 e 1946 e era uma cópia sueca da pistola finlandesa Lahti. O exército da Suécia percebeu que haveria escassez de pistolas em caso de mobilização militar em larga escala na Europa. Adotando originalmente a Walther P38 em 1939, a entrada da Alemanha na Segunda Guerra Mundial interrompeu a exportação das pistolas P38 para a Suécia. Para compensar, a Suécia adotou a pistola Lahti, mas não conseguiu importar armas do tipo L-35 devido aos conflitos entre a Finlândia e a URSS. A produção foi licenciada para a Svenska Automatvapen AB, mas o colapso imediato da empresa transferiu o contrato para a Husqvarna Vapenfabriks. As primeiras m/40 foram entregues ao exército sueco em 1942, com pequenas diferenças em relação à L-35 Lahtis finlandesa. Os punhos da m/40 têm o brasão "coroa H" da Husqvarna gravado e a massa de mira era ligeiramente maior. O cano também é ligeiramente mais longo na m/40 do que na Lahti finlandesa, com o guarda-mato do m/40 sendo mais pesado, e a pistola não possui o indicador de câmara carregada e a mola de retenção de trancamento da Lahti finlandesa. Outras modificações incluíram uma mudança nas especificações de qualidade do aço da arma, que não foram bem-sucedidas nas m/40 e levaram a rachaduras na armação. As rachaduras na armação se agravaram com o uso da munição m/39B desenvolvida para uso na submetralhadora Carl Gustav m/45 nas pistolas. A m/40 acabaria sendo retirada de serviço na década de 1980 devido às rachaduras na armação, sendo completamente substituída pela Glock 17 no início da década de 1990.